# Nonpartisan League
Nonpartisan League, NPL, var en politisk organisation i USA som grundades år 1915 av socialisten A.C. Townley. Rörelsen härstammade från North Dakota men spred sig till andra delstater i Mellanvästern och även i nordvästra USA.
Nonpartisan Leagues kandidater deltog i 1916 års val på republikanernas lista. Lynn Frazier vann guvernörsvalet i North Dakota med 79% av rösterna. Han blev senare, år 1921, den första amerikanska guvernören att få väljarnas misstroende mitt i mandatperioden. NPL:s kandidater var länge framgångsrika inom delstatspolitiken i North Dakota som republikaner men slutligen upphörde verksamheten år 1956 i och med att NPL slogs samman med demokraterna i North Dakota.